# Dead Artist Syndrome
Dead Artist Syndrome és un grup de rock gòtic formada en 1990 al Comtat d'Orange (Califòrnia).
El grup consisteix del cantant-compositor Brian Healy i un elenc rotatiu dels homes secundaris. Healy va ser anomenat el "pare del goth cristià" per Rozz Williams, i és un pastor ordenat. El seu àlbum debut Prints of Darkness va ser un llançament notable i innovador. Després de diversos anys d'inactivitat a finals dels 90 per causes, Healy és inactiu de nou, d'haver publicat dos àlbums fins a la data en la dècada de 2000. En 2006, Dead Artist Syndrome va ser anomenada com una "Destacada Banda del Comtat d'Orange" pels editors i lectors de Rock City News, una revista sobre música de Los Angeles.

## Discografia
- Prints of Darkness, 1990
- Devils, Angels & Saints (com D.A.S.), 1992
- Happy Hour, 1995
- "Through The Speakers" al When Worlds Collide: A Tribute to Daniel Amos, i la música de Terry Scott Taylor, 2000
- Jesus Wants You to Buy This Record: The Limited Edition Obligatory Cornerstone Release, 2001
- Saving Grace, 2003